# Wóz bojowy
Wóz bojowy – opancerzony i uzbrojony gąsienicowy lub kołowy specjalnie wyposażony pojazd mechaniczny przeznaczony do zwalczania zróżnicowanych zagrożeń (zarówno w zakresie cywilnym jak i wojskowym).

## Charakterystyka
W wojsku - przeznaczony do samodzielnego prowadzenia walki ogniowej lub jej wspierania, w różnych warunkach klimatycznych, atmosferycznych, o każdej porze dnia i nocy. Także w warunkach użycia broni masowego rażenia. Zdolny do poruszania się po bezdrożach i pokonywania przeszkód wodnych.    
Współczesne wozy bojowe mają szerokie zastosowanie w wojsku, policji, straży pożarnej i innych służbach, gdzie niezbędna jest szybka interwencja z użyciem specjalistycznego sprzętu lub broni. Wóz bojowy, w zależności od zastosowania, powinien poruszać się w trudnym terenie, pokonywać przeszkody wodne, działać w dowolnych warunkach atmosferycznych oraz przy ograniczonej widoczności.   
Głównym zespołem jakimi powinien charakteryzować się wóz bojowy, jest kadłub łączący pozostałe zespoły w jedną całość. Źródłem mocy pracy wszystkich zespołów jest silnik. spalinowy z reguły wielopaliwowy, rzadziej turbina gazowa lub kombinowany silnik spalinowy - turbina gazowa dla licznych odbiorników energii elektrycznej, napędzana przez ten silnik prądnica elektryczna oraz bateria akumulatorów. Uzbrojenie wozów bojowych jest z reguły umieszczane w obrotowej wieży pancernej lub nadbudówce. Kadłub i wieża są z blach pancernych spawanych lub lanych. Chronią oni załogę i urządzenia wewnętrzne przed pociskami (artyleryjskimi i broni maszynowej), odłamkami (pocisków, granatów i min), wojskowe przed bronią masowego rażenia. Posiadają pokładowe urządzenia łączności wewnętrznej i zewnętrznej. Posiadają przyrządy obserwacyjno-celownicze dzienne i nocne, urządzenia nawigacyjne. Urządzenia obrony przeciwpożarowej i przeciwatomowej, urządzenia filtrowentylacyjne. Kadłuby lekkich wozów bojowych wykonane są częściowo lub w całości ze stopów aluminium. Na podwoziach wozów bojowych instaluje się różnego rodzaju sprzęt techniczny i środki technicznego zabezpieczenia działań. Wozami bojowymi są te pojazdy, które spełniają przynajmniej część opisanych wyżej wymogów

## Rodzaje
- policyjne wozy bojowe (np. armatki wodne, pojazdy opancerzone, transportery opancerzone, rampy szturmowe[4], ruchome stanowiska dowodzenia[5], ambulanse pirotechniczne[5])
- pożarnicze wozy bojowe (np. samochody gaśnicze, wężowe, dźwigowe)
- wojskowe wozy bojowe (np. bojowe wozy piechoty gąsienicowe i kołowe, transportery opancerzone, czołgi, działa samobieżne, wyrzutnie rakiet, samochody pancerne, opancerzone wozy dowodzenia[3][6])